# Constantinos Panagi
Constantinos Panagi (en griego: Κωνσταντίνος Παναγή; Nicosia, 8 de octubre de 1994) es un futbolista chipriota que juega en la demarcación de portero para el Anorthosis Famagusta de la Primera División de Chipre.

## Selección nacional
Tras jugar con la selección de fútbol sub-17 de Chipre, la sub-19 y la sub-21, finalmente debutó con la selección absoluta el 24 de marzo de 2016. Lo hizo en un partido amistoso contra Ucrania que finalizó con un resultado de 1-0 a favor del combinado ucraniano tras el gol de Taras Stepanenko.

## Clubes
| Club                    | País   | Año       | Partidos | Goles |
| ----------------------- | ------ | --------- | -------- | ----- |
| Olympiakos Nicosia      | Chipre | 2010-2014 | 29       | 0     |
| A. C. Omonia            | Chipre | 2014-2023 | 97       | 0     |
| Ethnikos Achna (cedido) | Chipre | 2023-2024 | 23       | 0     |
| A. C. Omonia            | Chipre | 2024      | 0        | 0     |
| Enosis Neon Paralimni   | Chipre | 2025      | 1        | 0     |
| Anorthosis Famagusta    | Chipre | 2025-     |          |       |

## Palmarés

### Títulos nacionales
| Título                     | Club         | País   | Año  |
| -------------------------- | ------------ | ------ | ---- |
| Primera División de Chipre | A. C. Omonia | Chipre | 2021 |
| Supercopa de Chipre        | A. C. Omonia | Chipre | 2021 |
| Copa de Chipre             | A. C. Omonia | Chipre | 2022 |
| Copa de Chipre             | A. C. Omonia | Chipre | 2023 |